# یوسف آقا چرکس
یوسف آقا چرکس (مرگ در ۱۶۳۲) یکی از غلمان و درباریان صفوی با اصالت چرکس بود که در زمان حکومت شاه عباس (ح. ۱۵۸۸–۱۶۲۹) از قدرت نفوذ بالایی برخوردار بود.